# Mrs. Leslie Carter
Mrs. Leslie Carter (10 de junio de 1862-13 de noviembre de 1937) fue una actriz teatral y cinematográfica estadounidense cuyo nombre artístico utilizaba por resentimiento a su primer marido, Leslie Carter. Fue llamada la «Sarah Bernhardt americana».

## Inicios
Su verdadero nombre era Caroline Louise Dudley, y nació en Lexington (Kentucky), siendo su padre Orson Dudley, un comerciante, y su madre Catherine Dudley. La mayor parte de su infancia la pasó en Dayton (Ohio), aspirando desde niña a actuar en el teatro, aunque por razones familiares nunca llegó a actuar en público en esa época.
En 1880 se casó en Dayton con Leslie Carter, un millonario de Chicago, con el cual tuvo un hijo, Dudley Carter. En 1887 ella solicitó el divorcio alegando maltratos físicos y abandono, consiguiéndolo en 1889. Dudley eligió vivir con su madre. En su momento el proceso fue motivo de escándalo.

## Carrera
Su asociación con el empresario de Broadway David Belasco disparó su fama teatral. Su primer éxito llegó con el personaje principal de The Heart of Maryland (1895), obra a la cual siguió la aún más sensacional Zaza (1898) y Madame Du Barry (1901). 
Carter se convirtió en la actriz dramática más importante de su generación. Cuando rompió con Belasco en 1906 tras su nuevo matrimonio, Carter ya estaba pasada de moda, por lo que abandonó Broadway para actuar en el vodevil. En julio de 1906 se había casado con el actor Louis Payne (1875 – 1955), que en muchas ocasiones actuó como primer actor junto a ella, y que posteriormente dirigió su carrera artística. La pareja adoptó una hija, Mary Carter Payne.
En 1915 el pionero productor George Kleine contrató a Carter para recrear Madame Du Barry en el cine. Ella ya tenía más de cincuenta años de edad y era demasiado vieja para el papel, pero a pesar de ello posteriormente rodó una versión filmada de su primer éxito, el melodrama sobre la Guerra Civil de Estados Unidos The Heart of Maryland. Ninguno de los filmes tuvo buenos resultados. La última producción teatral de relieve en la que actuó fue la comedia de William Somerset Maugham The Circle, en 1921.
De nuevo en el vodevil, la carrera de Carter se hundió en 1926 al ser despedida durante las pruebas llevadas a cabo en Newark (Nueva Jersey) de la obra The Shanghai Gesture, representada en Broadway. De todos modos, Carter actuó en la versión itinerante de la obra tras finalizar las funciones neoyorquinas. 

### Últimos años
Aunque se retiró en California, volvió a la gran pantalla en dos ocasiones en 1935, primero como la esposa del personaje de George F. Marion en el western The Rocky Mountain Mystery, basado en una obra de Zane Grey, y después en un pequeño papel en el film Becky Sharp, protagonizado por Miriam Hopkins.
Mrs. Leslie Carter falleció en 1937 en Santa Mónica (California) a causa de una enfermedad cardiaca. Fue enterrada en el Cementerio Woodland de Dayton (Ohio).

## Filmografía
- The Scales of Justice (1914)
- DuBarry (1915)
- The Heart of Maryland (1915)
- The Lifeguardsman (1916)
- Rocky Mountain Mystery (1935)
- Becky Sharp (sin acreditar, 1935)